# Cerovlje
Cerovlje (italsky Cerreto) je vesnice a správní středisko stejnojmenné opčiny v Chorvatsku v Istrijské župě. Nachází se v pohoří Ćićarija, asi 8 km severovýchodně od Pazinu. V roce 2011 žilo v Cerovlji 241 obyvatel, v celé opčině pak 1 677 obyvatel.
Součástí opčiny je celkem patnáct trvale obydlených vesnic. Dříve byly součástí opčiny i bývalé vesnice Čuleti, Posert, Runkovci, Valle a Zajerci. Ačkoliv je střediskem opčiny vesnice Cerovlje, jejím největším sídlem je Gologorica.
- Belaj – 16 obyvatel
- Borut – 213 obyvatel
- Cerovlje – 241 obyvatel
- Ćusi – 58 obyvatel
- Draguć – 68 obyvatel
- Gologorica – 269 obyvatel
- Gologorički Dol – 80 obyvatel
- Gradinje – 43 obyvatel
- Grimalda – 75 obyvatel
- Korelići – 53 obyvatel
- Novaki Pazinski – 200 obyvatel
- Oslići – 79 obyvatel
- Pagubice – 127 obyvatel
- Paz – 72 obyvatel
- Previž – 83 obyvatel

Cerovljem procházejí župní silnice Ž5013 a Ž5046. Blízko též prochází rychlostní silnice B8, z níž na Cerovlje existuje exit 5, který je podle něj pojmenován. Cerovlje je rovněž napojeno na železniční síť.